# Charmes (Aisne)
Charmes è un comune francese di 1 712 abitanti situato nel dipartimento dell'Aisne della regione dell'Alta Francia.

## Società

### Evoluzione demografica
Abitanti censiti